# Outfit7
Outfit7 este un dezvoltator multinațional de jocuri video sloveno-cipriot, cel mai bine cunoscut drept creatorul aplicației Talking Tom & Friends și a francizei media asociate. Compania a fost fondată de Samo și Iza Login. Compania operează în 7 studiouri din întreaga lume și se concentrează aproape exclusiv pe jocurile mobile legate de franciza Talking Tom & Friends, precum My Talking Tom, My Talking Angela, My Talking Tom 2, My Talking Tom Friends, My Talking Angela 2 etc.
Compania a fost fondată în Slovenia în 2009. În ianuarie 2017 compania a fost achiziționată de United Luck Consortium pentru peste 1 miliard de dolari americani și apoi vândută către Zhejiang Jinke. Compania deține și HyperDot Studios.